# Saint-Palais-du-Né
 Saint-Palais-du-Né  là một xã ở tỉnh Charente phía tây nước Pháp. Xã này có diện tích 13,6 kilômét vuông, dân số năm 1999 là 287 người. Khu vực này có độ cao 31 mét trên mực nước biển.